# Trionfo di Giuditta
Il Trionfo di Giuditta con storie del Vecchio Testamento sono un ciclo di affreschi di Luca Giordano eseguito tra il 1703 ed il 1704 sulla volta della cappella del Tesoro Nuovo della certosa di San Martino a Napoli.
L'opera si pone come uno dei capolavori del pittore, nonché una delle massime espressioni della pittura barocca in Italia.

## Storia
Successivamente ai lavori di rifacimento del complesso certosino effettuati a fine Seicento, i padri attendevano il momento opportuno per avanzare la commessa del ciclo di affreschi. Pare infatti che all'epoca nessun pittore convincesse i committenti sotto il profilo pittorico; Pompeo Sarnelli scrisse a tal proposito nel 1697: «la cappella dovrà dipingersi, ma stan perplessi i Padri a chi artefice consegnarne il peso; non essendovi hoggi pennello, che possa entrare tra le altre dipinture di detta Chiesa». Il momento propizio si presentò nel 1702 col rientro di Luca Giordano a Napoli dopo il lungo soggiorno in Spagna. 
La commessa fu quindi effettuata nel 1703, quando il pittore aveva all'incirca settant'anni, dietro compenso di 2.000 ducati. Il compito era quello di affrescare il cupolino della cappella del Tesoro con le Trionfo di Giuditta e le lunette della volta con Storie del Vecchio Testamento.
Il ciclo fu concluso appena un anno dopo, nell'aprile del 1704. L'opera costituisce di fatto l'ultima eseguita dall'artista, per la quale fu particolarmente elogiato sin da subito da pittori e guide locali, che videro nel risultato ottenuto un modello anche per le generazioni future.

## Descrizione e stile
Il ciclo si struttura su diverse scene disposte nella scodella della cappella e nei registri superiori delle pareti laterali, ai lati delle finestre. La scodella, che originariamente aveva forma quadrata, fu ripensata dal Giordano che la proiettò in forma cilindrica. Le storie raffigurate sono raccontante in un continuum figurativo con scene e personaggi disposti lungo tutti e quattro i lati. Su due lati opposti sono il Trionfo di Giuditta, dove l'eroina espone trionfante al proprio popolo la testa del generale nemico, mentre alle spalle è l'ancella con una sacca aperta intenta a raccoglierne il trofeo, e Oloferne ucciso, ripreso in secondo piano decapitato dentro la tenda. Sugli altri due lati perpendicolari sono disposte scene degli israeliti che fan strage degli amalachiti, mentre al centro della calotta è un gruppo di angeli attornianti l'Eterno. Nei quattro angoli sono raffigurate altre eroine del Vecchio Testamento: Giaele che conficca un picchetto nella tempia di Sisara, la Figlia del Faraone con Mosé bambino, Ester e la Figlia di Jefte.
Nella lunetta sopra l'altare maggiore è l'affresco riprendente la scena del Serpente di bronzo, ai lati del finestrone destro sono invece due mezze lunette con le scene della Caduta della manna e Mosè che fa scaturire le acque, ai lati del finestrone sinistro sono la Fornace di Nabucodonosor e Abramo e Isacco che salgono il monte, mentre sopra la porta d'ingresso è invece il Sacrificio di Elia sul monte Carmelo. Virtù e angioletti in monocromo sono infine dipinti nei vani bislunghi dei sottarchi che scandiscono la volta.
Le caratteristiche della composizione, con colori intensi e luminosi e con un cospicuo numero di figure umane sfumate e in azioni concitate, mettono in evidenza lo stile dell'ultimo Giordano, quando viene superata l'influenza realistica caravaggesca e riberesca e viene assimilata invece quella veneta e in particolar modo quella "fiabesca" di Pietro da Cortona.
Il ciclo della scodella mostra una struttura che riprendeva la maniera con cui aveva lavorato già prima alla galleria degli specchi del palazzo Medici Riccardi e poi all'Escorial di Madrid, cioè con l'evento che si svolge con una sequenza narrativa ai bordi del fregio, il tutto che culmina al centro dello spazio in un turbinio di nuvole e angeli con la figura dell'Eterno. Le soluzioni adottate appaiono come le prime grandi composizioni di quello stile rococò che per tutto il Settecento avrebbe dominato la scena artistica europea.
L'affresco viene definito sin dal principio la "quintessenza" dell'arte del Giordano: il De Dominici li raccontò asserendo che «[Giordano] fece un portento e [...] superò tutte le opere sue dipinte a fresco», mentre Francesco Solimena elogiò l'operato del maestro dichiarando che «[...] la furia, il fuoco, e 'l sapere con cui era dipinta quella battaglia non potea imitarsi da qualsifosse gran pittore, poiché parea dipinta tutta in un fiato, e con una sola girata di pennello», mentre il De Matteis la ritenne «la sua opera migliore» e ancora il Lanzi «ogni suo altro lavoro a fresco è anteposto a quello del Tesoro della Certosa».
Del ciclo esistono diversi bozzetti, in particolare del Trionfo di Giuditta, sparsi in vari musei del mondo.

## Scene

### Trionfo di Giuditta
| Foto | Titolo                                                  | Collocazione                              |
| ---- | ------------------------------------------------------- | ----------------------------------------- |
|      | Giuditta con la testa di Oloferne                       | Cornicione basso della scodella           |
|      | Battaglia tra israeliti e assiri                        | Cornicione sinistro della scodella        |
|      | Oloferne decapitato                                     | Cornicione alto della scodella            |
|      | Battaglia tra israeliti e assiri                        | Cornicione destro della scodella          |
|      | Eterno che guida gli angeli protettori                  | Centro della scodella                     |
|      | Figlia di Jefte                                         | Angolo in basso a destra nella scodella   |
|      | Giaele che conficca un picchetto nella tempia di Sisara | Angolo in alto a sinistra nella scodella  |
|      | Figlia del Faraone con Mosé bambino                     | Angolo in basso a sinistra nella scodella |
|      | Ester                                                   | Angolo in allto a destra nella scodella   |

### Storie del Vecchio Testamento
| Foto | Titolo                               | Collocazione                     |
| ---- | ------------------------------------ | -------------------------------- |
|      | Fornace di Nabucodonosor             | Spicchio del finestrone sinistro |
|      | Abramo e Isacco che salgono il monte | Spicchio del finestrone sinistro |
|      | Serpente di bronzo                   | Lunetta frontale                 |
|      | Caduta della manna                   | Spicchio del finestrone destro   |
|      | Mosè che fa scaturire le acque       | Spicchio del finestrone destro   |
|      | Sacrificio di Elia sul monte Carmelo | Lunetta d'ingresso               |